# Zarhopaloides axillaris
Zarhopaloides axillaris är en stekelart som beskrevs av Girault 1915. Zarhopaloides axillaris ingår i släktet Zarhopaloides och familjen sköldlussteklar. Inga underarter finns listade i Catalogue of Life.